# Bayerische Ostwacht
Die Bayerische Ostwacht (ab Oktober 1934 Bayerische Ostmark) war eine nationalsozialistische Zeitung, die von 1933 bis 1945 im Gau Bayerische Ostmark erschien.

## Geschichte

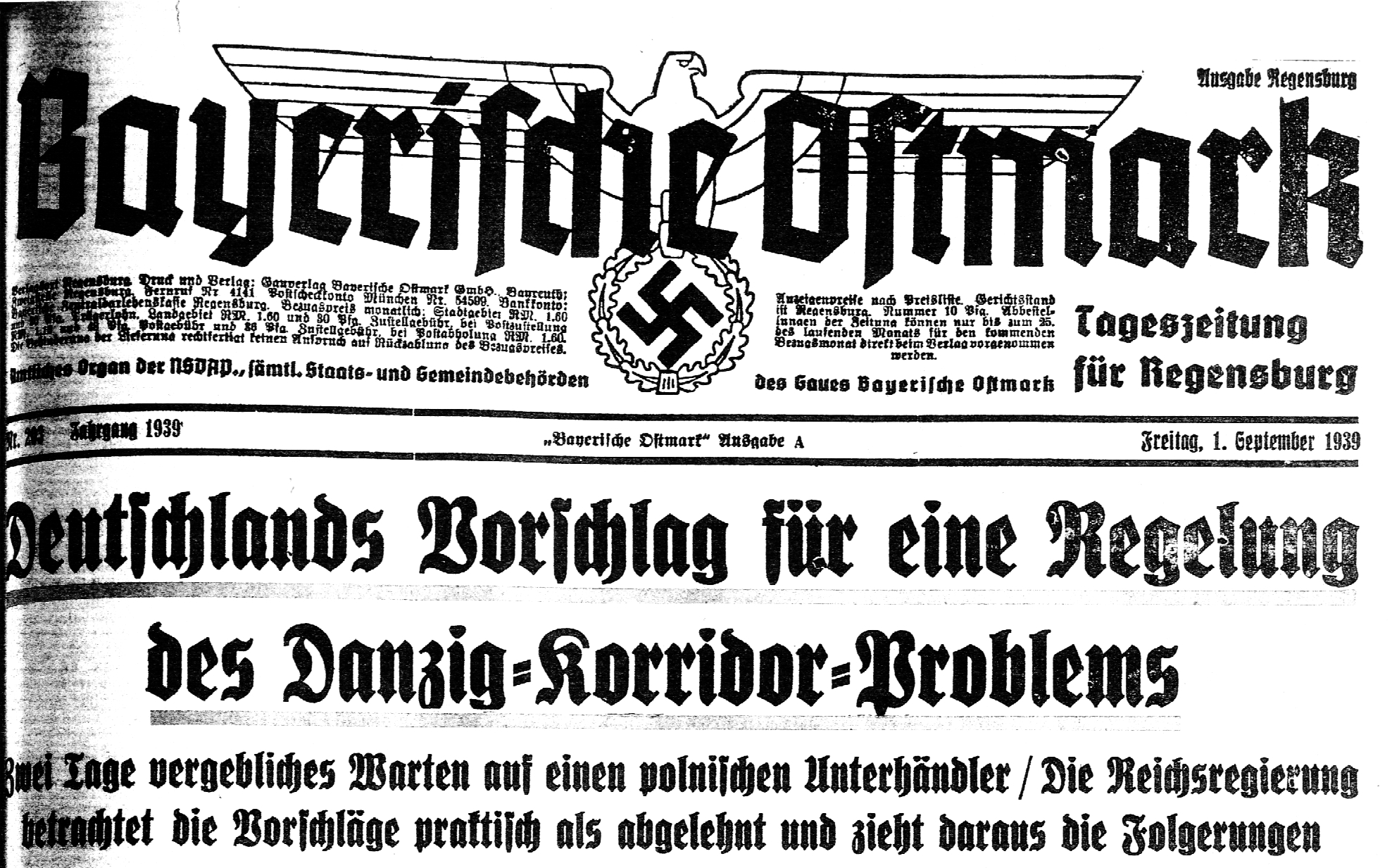
Ausgabe der Bayerischen Ostmark vom 1. September 1939

Als Hans Schemm im Januar 1933 der neue Gauleiter der Bayerischen Ostmark wurde, wurde ihm die Aufgabe zugetragen, den für die Nationalsozialisten sehr schwachen Bezirk Regensburg auszubauen. Da Regensburg traditionell eine Hochburg der bürgerlich-konfessionellen BVP war, gestaltete sich dieser Auftrag als besonders schwierig. Es war das Ziel Schemms, vor allem über die Presse der Regensburger NSDAP auf die Beine zu helfen. Hierfür etablierte er im Gau eine Nebenausgabe der von ihm selbst aufgebauten Zeitung Fränkisches Volk: die Bayerische Ostwacht. In den kommenden Monaten erlangte dieses Blatt durch mehrere sogenannte „Propagandawellen“ in der gesamten Ostmark eine gewisse Popularität, was u. a. an der für damalige Verhältnisse sehr werbewirksam aufbereiteten Verbreitung des 90-Pfennig-Abonnements lag.
Durch die große Verbreitung der Bayerischen Ostwacht gelang es der NSDAP, bei den Reichstagswahlen am 5. März 1933, die man als die letzten freien Wahlen bezeichnen kann, in Regensburg 30,5 % der Stimmen zu erreichen. Zwar war das Ergebnis immer noch weit unter dem Reichsdurchschnitt von 43,9 %, und im Vergleich zu anderen Städten atypisch niedrig, aber Schemm hatte es zumindest geschafft, die Wählerstimmen zu verdoppeln. Für seine Verdienste erhielt er den pathetischen Beinamen „Vater der Ostmark“. Gegen Ende des Jahres 1934 wurde die Zeitung in Bayerische Ostmark umbenannt.
Im Zuge der Pressegleichschaltung kam der Bayerischen Ostmark die Pflicht zu, die übrigen Zeitungen in Regensburg entweder zu übernehmen oder auszuschalten. Die konfessionelle Presse wurde bereits durch das Schriftleitergesetz und mehreren Amann-Verordnungen insoweit ausgeschaltet, als dass sie sich nicht mehr zu politischen Themen äußern durften und den Nationalsozialismus positiv darstellen musste. Die bürgerlichen Zeitungen, wie z. B. der Regensburger Anzeiger, wurden nach und nach den Tochterfirmen des Franz-Eher-Verlags angeschlossen oder zur Aufgabe gezwungen. Die Verfahrensweise der Nationalsozialisten umspannte dabei von „Einschüchterung und Verunsicherung der Verleger und Redakteure bis hin zur wirtschaftlichen Unterminierung des Zeitungsbetriebes sämtliche Instrumentarien nationalsozialistischer Pressegleichschaltung“.
Von 1936 bis 1945 waren die Bayerische Ostmark und der Regensburger Anzeiger, der mittlerweile auch unter der Leitung der NSDAP stand, die letzten Zeitungen in Regensburg, die sich auch zu politischen Themen äußern durften.